# Суперпропорциональный делёж
В контексте справедливого разрезания торта суперпропорциональный делёж — это делёж, в котором каждый участник получает долю, строго большую  1/n (полного) ресурса по его собственной субъективной оценке ({\displaystyle V>1/n}).

## Суперпропорциональный делёж vs пропорциональный делёж
Суперпропорциональный делёж лучше, чем пропорциональный делёж, в котором каждый участник гарантированно получает по меньшей мере 1/n ({\displaystyle V\geqslant 1/n}). Однако, в отличие от пропорционального дележа, суперпропорциональный делёж существует не всегда. Когда все участники дележа имеют в точности те же функции оценок, лучшее, что мы можем дать каждому участнику, это в точности 1/n.
Необходимым условием существования суперпропорционального дележа является то, что не все участники имеют одну и ту же меру ценности.
Удивительным фактом является то, что в случае, когда оценки аддитивны и не атомичны, это условие является также и достаточным. То есть, если существует по меньшей мере два участника, функции оценок которых даже если слегка различны, существует суперпропорциональный делёж, в котором все участники получают более 1/n.

## Гипотеза
Существование суперпропорционального дележа было предложено в виде гипотезы в 1948 году. 
Было высказано мимоходом, что если есть два (и более) участника с различными оценками ценности, существует делёж, дающий каждому больше, чем просто его доля (Кнастер), и этот факт опровергает общее мнение, что разница в оценках делает справедливый делёж более трудным.

## Доказательство существования
Первым опубликованным доказательством существования суперпропорционального дележа было следствие теоремы выпуклости Дубинса — Спеньера. Это было чисто теоретическое доказательство существования, основанное на выпуклости.

## Протокол
Протокол получения суперпропорционального дележа был представлен в 1986.

### Один кусок с разными оценками
Пусть C будет полным тортом. Протокол начинается с конкретного куска торта, скажем {\displaystyle X\subseteq C}, который оценивается двумя участниками. Скажем, это будут Алиса и Боб.
Пусть a=VАлиса(X) и b=VБоб(X) и предположим без потери общности, что b>a.

### Два куска с разными оценками
Найдём рациональное число между b и a, скажем p/q, такое, что b > p/q > a. Попросим Боба разрезать X на p равных частей и разрезать C \ X на q-p равных частей. 
По нашим предположениям, значения Боба для каждого куска X больше 1/q, а для каждого куска C \ X меньше 1/q. Однако для Алисы по меньшей мере один кусок X (скажем, Y) должно иметь значение, меньшее 1/q, и по меньшей мере один кусок C\X (say, Z) должен иметь значение, большее 1/q. 
Таким образом, мы имеем два куска Y и Z, такие, что:
VБоб(Y)>VБоб(Z)
VАлиса(Y)<VАлиса(Z)

### Суперпропорциональный делёж для двух участников
Пусть Алиса и Боб делят оставшуюся часть C \ Y \ Z между ними пропорционально (например, с помощью протокола дели-и-выбирай). Добавим Z к порции Алисы, а Y к порции Боба.
Теперь каждый участник думает, что его/её распределение строго больше, чем при любом другом распределении, так что значение строго больше 1/2.

### Суперпропорциональный делёж дляnучастников
Расширение этого протокола на n участников основано на протоколе «Одиночного Выбирающего» Финка. 
Предположим, что у нас уже есть суперпропорциональный делёж для i-1 участников (для {\displaystyle i\geqslant 3}). Новый участник №i вступает в игру и нам следует отдать ему некоторые доли от первых i-1 участников так, чтобы новый делёж оставался суперпропорциональным.
Рассмотрим, например, партнёра №1. Пусть d будет разницей между текущим значением партнёра №1 и  (1/(i-1)). Поскольку текущий делёж суперпропорционален, мы знаем, что d>0.
Выберем положительное целое q, такое, что 
{\displaystyle d>{\frac {1}{(i-1)i(q(i-1)-1)}}}
Попросим участника №1 разделить его долю на {\displaystyle qi-1} кусков, которые он считает равными, и разрешим новому участнику выбрать {\displaystyle q} кусков, которые для него наиболее ценны. 
Участник №1 остаётся со значением {\displaystyle {\frac {(qi-1)-q}{qi-1}}={\frac {q(i-1)-1}{qi-1}}} его предыдущего значения, которое было равно {\displaystyle {\frac {1}{i-1}}+d} (по определению d). Первый элемент становится {\displaystyle {\frac {q(i-1)-1}{(i-1)(qi-1)}}}, а d становится {\displaystyle {\frac {1}{i(i-1)(qi-1)}}}. Их суммирование даёт, что новое значение превосходит  {\displaystyle {\frac {(qi-1)(i-1)}{(i-1)i(qi-1)}}={\frac {1}{i}}} всего торта.
После того, как новый участник после получения q частей от каждого из первых i-1 участников будет иметь полное значение, не меньшее {\displaystyle {\frac {q}{qi-1}}>{\frac {1}{i}}} всего торта.
Это доказывает, что новый делёж является также суперпропорциональным.